# Prestmoen
Prestmoen is een plaats in de Noorse gemeente Stjørdal, provincie Trøndelag. Prestmoen telt 248 inwoners (2007) en heeft een oppervlakte van 0,27 km².